# Кожухово (Бабушкинский район)
Кожухово — деревня в Бабушкинском районе Вологодской области.
Входит в состав Рослятинского сельского поселения, с точки зрения административно-территориального деления — в Рослятинский сельсовет.
Расстояние по автодороге до районного центра села имени Бабушкина составляет 72 км, до центра муниципального образования Рослятино — 5 км. Ближайшие населённые пункты — Дресвяново, Андреевское, Красота.
Население по данным переписи 2002 года — 93 человека (43 мужчины, 50 женщин). Всё население — русские.